# Александър Стуб
Кай-Йо̀ран Алекса̀ндър Стуб (шведски: Cai-Göran Alexander Stubb, [ˈkɑi ˈjœːrɑn ɑlekˈsɑndær ˈstʉbː]; фински: Cai-Göran Alexander Stubb) е финландски политик от партията Национална коалиция.
Роден е на 1 април 1968 година в Хелзинки в семейството на спортен функционер, който е финландски швед, а майка му е финка. През 1993 година получава бакалавърска степен по политически науки в Университета „Фърман“ в Грийнвил, през 1995 година – магистърска в Колежа на Европа в Брюге, а през 1999 година защитава докторат по международни отношения в Лондонското училище по икономика и политически науки. След това работи във финландското представителство в Европейския съюз и в Европейската комисия, от 2004 до 2008 година е евродепутат. Последователно е министър на външните работи (2008 – 2011), министър на европейските въпроси и търговията (2011 – 2014), министър-председател (2014 – 2015) и министър на финансите (2015 – 2016). През 2017 – 2020 година е вицепрезидент на Европейската инвестиционна банка, а след това преподава в Европейския университетски институт.
На 1 март 2024 година Александър Стуб става президент на Финландия.